# Vittra Utbildning
Vittra Utbildning AB (Educación Vittra) es una empresa educativa sueca que gestiona diferentes escuelas. La empresa dirige 27 escuelas en Suecia y otras escuelas en Noruega, Dinamarca, Letonia y Estonia. En Estocolmo, la empresa posee la escuela independiente más grande de Suecia. Los alumnos tienen planes de aprendizaje individuales diseñados para sus necesidades y habilidades.
La organización se estableció después de las reformas educativas suecas en 1992. Es propiedad de Bure Equity. El fundador y primer CEO fue Stig Johansson. El CEO actual es Fredrik Mattsson.
Vittra compró la compañía sueca Proteam, que operaba tres escuelas secundarias, en mayo de 2007. En 2009, cerca de 9000 alumnos formaban parte de las escuelas Vittra.
Desde 2008, Vittra es propiedad del grupo Academedia, el operador de escuelas privadas más grande de Suecia.
La escuela Vittra Telefonplan ha recibido varios premios por su diseño físico El diseño fue desarrollado por Rosan Bosch Studio en 2011, quien también hizo diseños para las escuelas del grupo Bortorp y Södermalm.